# Otto Pérez Molina
Otto Fernando Pérez Molina (Città del Guatemala, 1º dicembre 1950) è un politico ed ex militare guatemalteco, presidente del Guatemala dal 14 gennaio 2012 al 3 settembre 2015.

## Biografia
Generale dell'esercito negli anni del regime militare, ha svolto il suo servizio quasi sempre nelle forze speciali (Kaibiles). Nel 1996 ha rappresentato le forze armate durante gli accordi di pace che hanno portato alla fine della trentennale guerra civile.
Dopo essersi congedato dall'esercito nel 2000, nel 2001 ha fondato con Roxana Baldetti il Partito Patriota (PP), formazione politica di destra.
Nel 2007 si candida per la prima volta alle elezioni presidenziali, venendo sconfitto da Álvaro Colom Caballeros.
Nel settembre 2011 si ricandida, aggiudicandosi il ballottaggio del 6 novembre con quasi il 54,89% dei voti, contro il 45,11% del populista Manuel Baldizón. Perez è il primo presidente del Guatemala dalla fine delle dittature degli anni settanta e ottanta ad avere ricoperto in passato un ruolo militare.
Nel 2015 a seguito di gravi accuse di corruzione viene privato dell'immunità parlamentare e si dimette.

### Controversie
Fu denunciato all'ONU da tre attivisti americani per presunti crimini legati alla violazione dei diritti umani quando era un membro del regime; Pérez Molina ha sempre negato ogni tipo di coinvolgimento in episodi di repressione. Inoltre mai sono emerse delle prove.